# Twitter
A Twitter, 2023 óta a hivatalos nevén X, (stilizálva: 𝕏) közösségi hálózat és mikroblog-szolgáltatás, amely lehetővé teszi a felhasználóknak, hogy rövid bejegyzéseket vagy egymásnak szánt üzeneteket írjanak (formázatlan szövegként, maximum 280 karakter hosszúságban) SMS-ben, a Twitter honlapján, azonnali üzenetküldő alkalmazásokon, illetve egyéb, a Twitter API-t használó programokon (például Tritterrific) vagy webes szolgáltatásokon (például Netvibes) keresztül. A Twitter rendszerét 2006 március 21-én Jack Dorsey, Noah Glass, Biz Stone és Evan Williams hozta létre. A Twitter, Inc. főépülete San Franciscóban volt megtalálható, ezen kívül több mint 35 irodával rendelkezett világszerte. Havonta 328 millió aktív felhasználó veszi igénybe a hálózat szolgáltatásait. Nagy népszerűségének köszönhetően a szervezet gyors fejlődésnek indult. 2013-ban a leglátogatottabb weboldalak közé tartozott.
2022 áprilisában Elon Musk, a SpaceX és a Tesla cégek tulajdonosa megvásárolta a platformot, azt követően, hogy egy hónappal korábban legnagyobb részvényese lett. Hónapokig húzódó jogi viták után a megegyezés október 27-én hivatalos lett, és Elon Musk vezérigazgatóként átvette a Twitter irányítását. A cég 2024 októberére értéke 72%-át elveszítette Musk felvásárlása óta.
Musk felvásárlása óta a platformot kritizálják, hogy dezinformációt és gyűlöletbeszédet terjeszt.

## Története

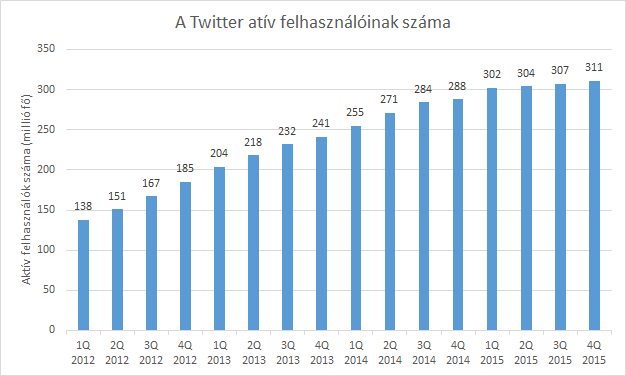
A Twitter aktív felhasználóinak növekedése

A Twitter kutatási és fejlesztési projektként indult az Odeonál, amelyet Noah Glass és Jack Dorsey alapított, majd 2006 márciusában debütált. A név jelentése madárcsicsergés vagy egymást követő gyors hangok. Dorsey szerint tökéletesen leírja projektjük célját. Az első üzenet a következő volt: „just setting up my twttr” (csak beállítom a twttr-em). A projekt korai fázisában még a twttr betűkombinációt használták, az akkor már népszerű Flickr weboldal mintájára, illetve a twitter.com nevű domain akkor már foglalt volt. A sikeres indulást követő évben vásárolták meg a domaint, így változott a név a ma is használt Twitterre. A Twitter csapata nyerte meg a 2007-es South by Southwest (SXSW) Web díját, blog kategóriában. A díj átvételekor a következő játékos köszönő beszédet mondták: „We'd like to thank you in 140 characters or less. And we just did!” („Meg szeretnénk köszönni 140 vagy kevesebb karakterben. És meg is tettük!” – Utalva az elküldhető legnagyobb üzenet hosszára). Az első földön kívüli Twitter üzenetet a Nemzetközi Űrállomásról küldték 2010-ben.
A Twittert használók köre lendületesen emelkedett. 2009-re a harmadik leglátogatottabb közösségi hálózatként tartották számon. 2011-ben átlagosan napi 140 millió elküldött üzenetet osztottak meg a felhasználók. A Twitteren megosztott üzenetek a tweetek. A legtöbb tweet olyan kiemelkedő alkalmakkor érkezik, mint futball világbajnokságok, kosárlabda bajnokságok, amerikai elnökválasztások, de megrázó események is gyorsan terjednek a Twitteren, pl. Michael Jackson halála, amelyet követően a szerverek folyamatosan leálltak az óriási terhelés miatt. Óránként 100 000 bejegyzést tettek közzé a weboldalon. A Twitter hatalmas népszerűsége annak is köszönhető, hogy a fejlesztők idejében elérhetővé tették a Twitter API-ját. Így rengeteg új fejlesztés és mash-up jelent meg a felhasználók igényeinek megfelelően. Ilyen például a magyar felhasználókra, illetve magyarul írókra szűrő, bár mára már megszűnt Turulcsirip, vagy a magyar trendeket is megjelenítő Yamm.

## Logo
A Twitter a kék madár logoval vált híressé. A weboldal indulásakor létrehozott logo 4 évig volt használatban 2006-tól, 2010-ig, csupán egy kis változáson ment keresztül, mialatt az oldal is új dizájnt kapott. Egy alkalmazott tweetjéből kiderült, hogy a madarat Larrynek hívják. Nevét Larry Birdről, az NBA Boston Celtics csapatának csillagáról kapta. 2012-ben került bemutatásra a harmadik logo dizájn, amelyről eltűnt a twitter felirat és a kabala madár is új külsőt kapott immár nem Larry, hanem egyszerűen Twitter Bird néven.
2023 júliusában, miután Elon Musk bejelentette, hogy a Twitter fel fogja venni az X nevet, a cég leváltotta az ikonikus Twitter Bird logót egy stilizált X-re.

## Jellemzők

### Tweetek
A tweetek a Twitteren közzétett üzenetek. Az alapbeállításoknak megfelelően ezeket bárki megtekintheti, de ez lekorlátozható csupán a követőkre. Tweetek küldhetők az internetes weboldalról, külső eszközökről (pl. mobiltelefon, tablet), illetve egyes országokból SMS üzenet formájában is. Adott felhasználó feliratkozhat más felhasználóhoz, így követőként naprakészek lehetnek a felhasználó bejegyzéseiről. Lehetséges a tweetek kedvelése és megosztása is. Az üzenetek csoportba rendezhetők a # jel segítségével. Mivel a tweetek SMS-ben is elküldhetők, így egy 280 karakteres limit szab határt a mondandónk hosszának. Egy későbbi döntés alapján, képek, videók és linkek csak minimális mennyiségű karaktert tesznek ki.

### Népszerű témák
Azok a szavak, kifejezések vagy témák, amelyek jelentős számban kerülnek megemlítésre, „népszerű témává” válnak. Egy téma az által válhat népszerűvé, hogy a felhasználók egyszerűen arról beszélgetnek, vagy valamilyen csoportos erőfeszítés következményeként, valamilyen magasabb cél elérése érdekében. Ez a funkció segít a Twitter és felhasználói számára megérteni, hogy melyek azok a történések, amelyek a legfontosabbak a világon.

### Hitelesített felhasználói fiókok
Egy hitelesített felhasználói fiók jelzi a többi felhasználó számára, hogy az éppen szóban forgó fiók ténylegesen az adott magánszemély, cég, híresség stb. kezében van, vagyis nem más felhasználók próbálják fontos közszereplőknek kiadni magukat. A hitelesített státuszt egy fehér pipás minta jelzi. Ezt a funkciót leggyakrabban politikusok, zenészek, színészek, sportolók, újságírók, üzletemberek, cég és vállalatok használják. 2016 óta bármelyik felhasználó beadhatja kérelmét fiókjának hitelesítésére.

## Biztonság
A Twitter első biztonsági rését 2007. április 7-én jelentette be Nitesg Dhanjani. A probléma oka az volt, hogy a Twitter az SMS-t küldő telefonszám által azonosította a felhasználót. Nitesh a fakemytext.com-ot használta a küldő meghamisítására, így a Twitter az áldozat profiljára írta a bejegyzést. Ez a rés csak akkor használható, ha az áldozat telefonszáma ismert volt. Pár héten belül a Twitter bevezetett egy opcionális PIN-kódot, amit a felhasználó határozhat meg, hogy biztosan azonosíthassák az SMS-üzenetek eredetét.
2009-ben egy másik incidens történt, amikor is számos magas státuszú Twitter fiókot törtek fel, egy rendszergazda jelszó megfejtésével.
2010-ben a követés funkció egyik hibáját fedezték fel és használták ki. A felhasználó beleegyezése és engedélye nélkül tudták más profilok követését bekapcsolni. Még ebben az évben került sor az első komolyabb feljelentésre. Az ügy lezárulta után a Twitter számos lépést tett a közösségi háló védelmének érdekében.
2012-ben számos ország önálló engedélyt kapott sértő tweetek eltávolítására. A funkciót elsőként a Besseres Hannover neonáci csoport letiltására használták. Másnap már a francia antiszemita bejegyzések eltávolítására használták.

## Nehézségek
A Twittert számos kihívás elé állította a folyamatosan növekvő felhasználói bázisuk. A Wall Street Journal azt írta a közösségi szolgáltatásról, hogy a korai felhasználókban vegyes érzéseket keltettek. A rendszer hívei szerint ez egy jó mód, hogy kapcsolatban maradjanak az elfoglalt barátaikkal. Néhányan viszont túl tolakodónak kezdték érezni, mikor minden második órában az üzenetekkel foglalkoztak, megnőtt a telefonszámlájuk, és úgy kellett szólni az ismerőseiknek, hogy felesleges közzétenni, hogy mit ettek vacsorára. 2012-ben letiltásra került egy szomáliai felhasználó, aki a Westgate bevásárlóközpont ellen indított támadással hozható összefüggésbe. 2016-ban számos humorista fiókja került tiltásra, orosz politikusok parodizálása miatt. A történteket heves felszólalások és tiltakozások követték, komoly kérdéseket felvetve a szólásszabadságról. A Twitter használata teljesen tiltott Iránban, Kínában és Észak-Koreában.

## Retweetelés
A Twitter erősen épít arra, hogy egy tartalmat változatlan formában sajátként tegyünk közzé. Erre szolgál a retweet gomb, ahol a re- latin eredetű határozói előtag, aminek a jelentése: újra, vissza. Lásd: produkál (elkészít, létrehoz) – reprodukál (újra létrehoz), konstruál (létrehoz) – rekonstruál (újra létrehoz), play (lejátszás) – replay (újrajátszás), formál – reformál (újraformál), akció – reakció (ellentétes irányú akció). 
Tehát a retweetelés újratweetelést jelent, azaz egy más által írt twitter bejegyzést sajátként közzétenni. Kvázi hasonló, mint a Facebookon a megosztás.
Retweetelés és politika:
Az adott tweet népszerűsége (retweetek száma) függ annak megfogalmazásától, illetve politikai kötődésétől is. A New York University által végzett kutatásban, melynek során több mint félmillió tweet megfogalmazását hasonlították össze, kimutatták, hogy egy erkölcsi-érzelmi kifejezés hozzátétele (pl. utálat) 20%-kal növeli a politikai témában íródott tweet népszerűségét az adott politikai irányzat követői között, mint ha abban csak erkölcsi vagy csak érzelmi kategóriájú szó szerepelne.

## A legnépszerűbb felhasználói fiókok

### Globális
A fiókok neve mellett a követők száma.
2017 szeptember
1. Katy Perry: 103 158 801
2. Justin Bieber: 100 188 771
3. Barack Obama: 94 313 156
4. Taylor Swift: 85 480 399
5. Rihanna: 76 975 346
6. Ellen DeGeneres: 72 715 653
7. YouTube: 69 663 472
8. Lady Gaga: 69 579 242
9. Twitter: 61 888 241
10. Britney Spears: 59 839 375

### Magyar felhasználói fiókok
A fiókok neve mellett a követők száma kerekítve.
2016
1. Palvin Barbara – 889 ezer
2. TV2 – 272 ezer
3. hvg.hu – 240 ezer
4. Kovács László – 225 ezer
5. Gyógynövények – 221 ezer[28]

2017
1. Palvin Barbara – 1 110 721
2. Nagy Krisztina – 647 610
3. TV2 – 382 318
4. Időkép – 373 244
5. hvg.hu – 363 284
6. HelloHungary – 288 919
7. Fluor – 265 788
8. Laszlo Kovacs – 265 177
9. Sziget – 252 938
10. ALETTAOCEANXXX – 232 174[30]